# Stierenvechten
Stierenvechten is het bevechten van een mannelijk rund door een of meerdere stierenvechters. Dit is een traditie in sommige landen, waaronder Spanje, (Zuid-)Frankrijk, Portugal en sommige Latijns-Amerikaanse landen. In een beperkt aantal streken in enkele andere landen, zoals India en Japan, komen vergelijkbare praktijken voor. In het Spaans zijn verschillende benamingen voor stierenvechten in omloop; tauromaquia (uit het Grieks: tauros "stier" & mache "gevecht"), corrida of toreo zijn de meest gebruikte.

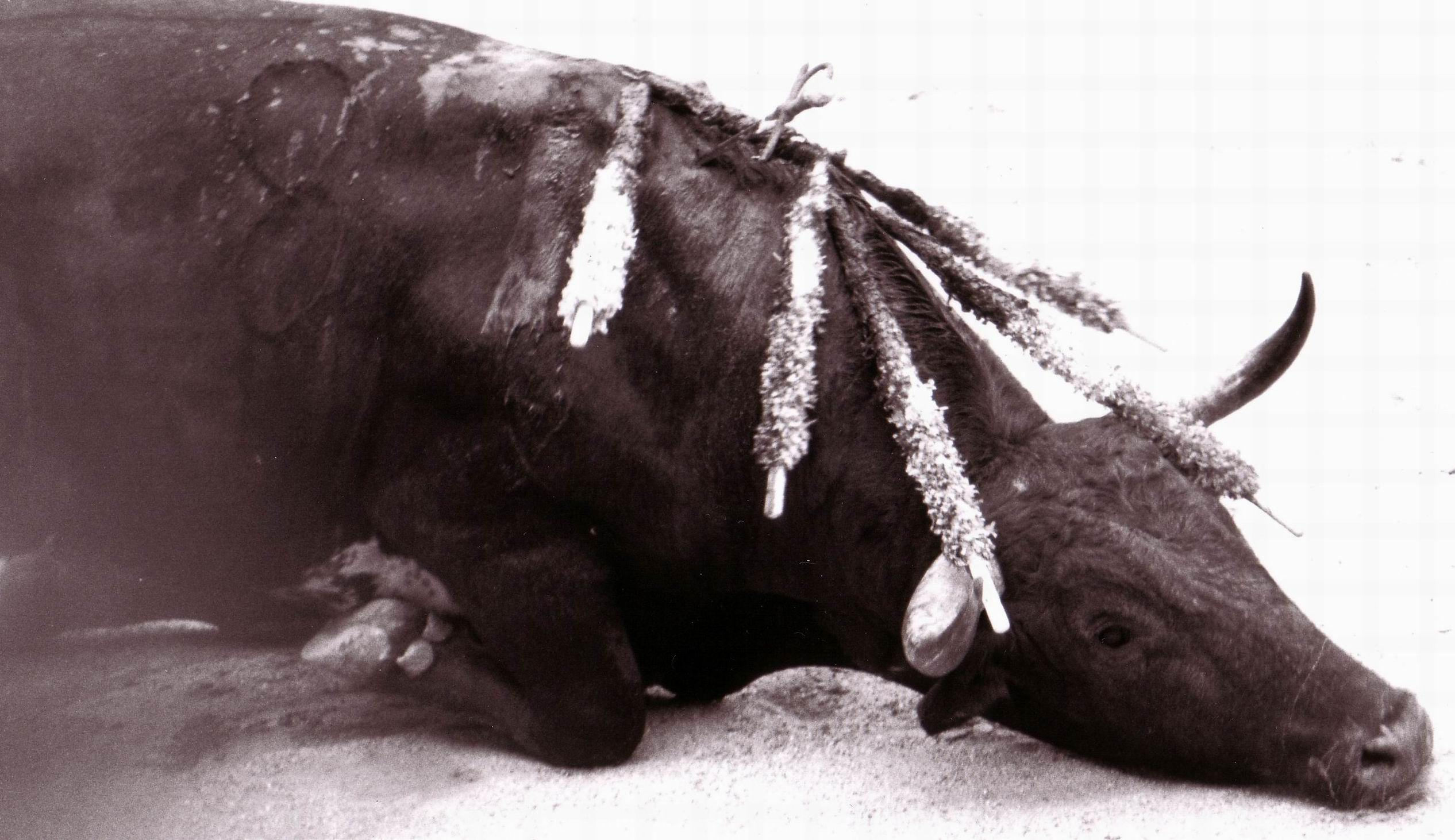
Een stervende stier met banderillas (2006)

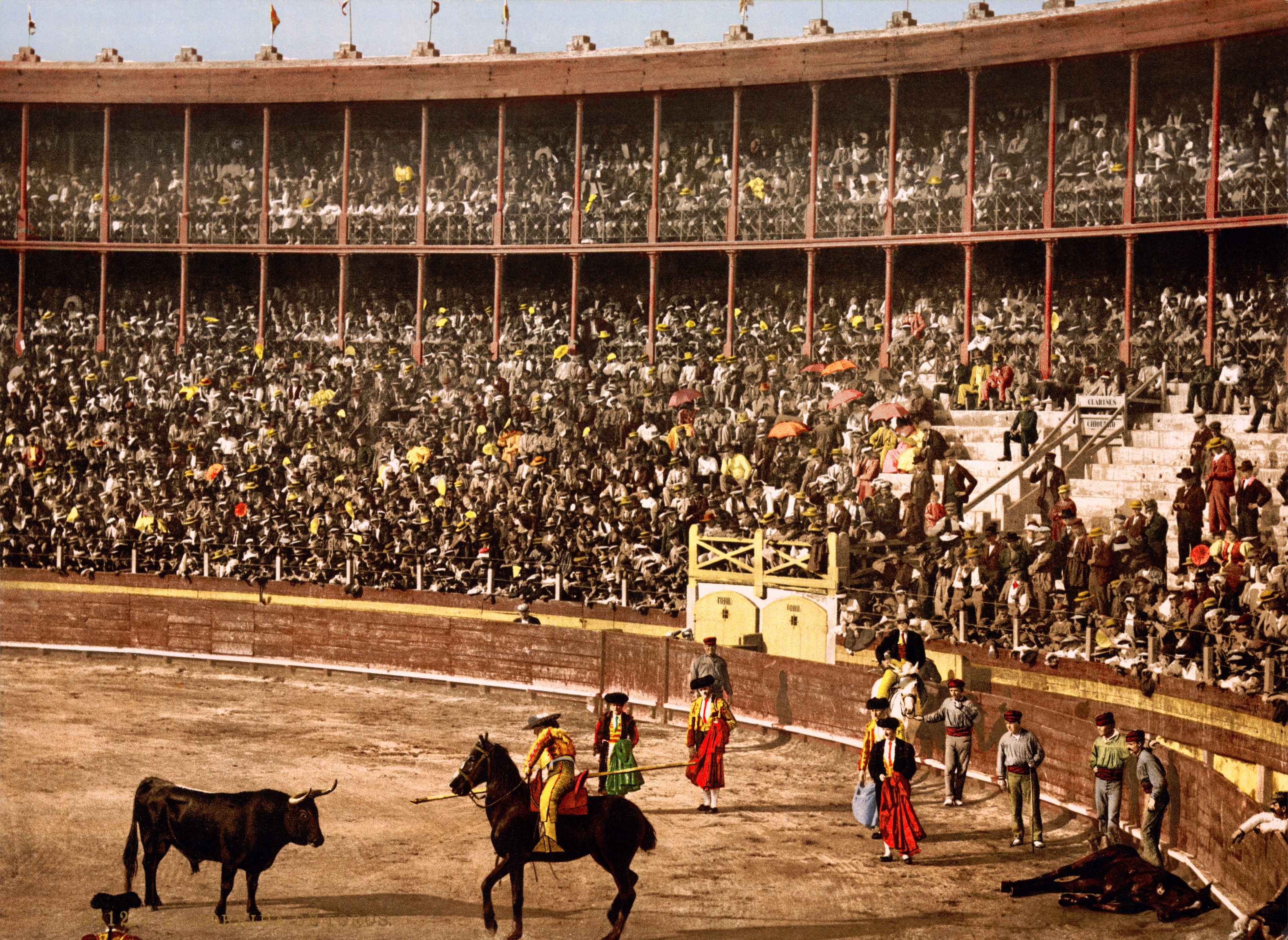
Een Barcelonese corrida (1890)

## Geschiedenis
Stierenvechten is gebaseerd op eeuwenoude tradities. De mythische krachten van stieren worden al duizenden jaren bewonderd. Op het Minoïsche Kreta werd bij een rituele dans een stiersprong uitgevoerd waarbij de danser(es) over de rug van het dier een salto maakte. Wat hiervan precies de betekenis was, is onbekend. In de Romeinse tijd waren er geregeld gevechten met stieren te zien in de arena's die verspreid over het gehele rijk stonden. In de vijfde eeuw was het bevechten van stieren in het gebied dat later Spanje zou heten een ritueel waarmee jonge mannen hun moed konden tonen. Rond 1100 brachten de Moren het bevechten van stieren vanaf paarden naar het Iberisch Schiereiland. El Cid (1040–1099) zou de eerste zijn geweest die echte stierengevechten organiseerde.

## Spanje

### Ontwikkeling van de Spaanse stijl

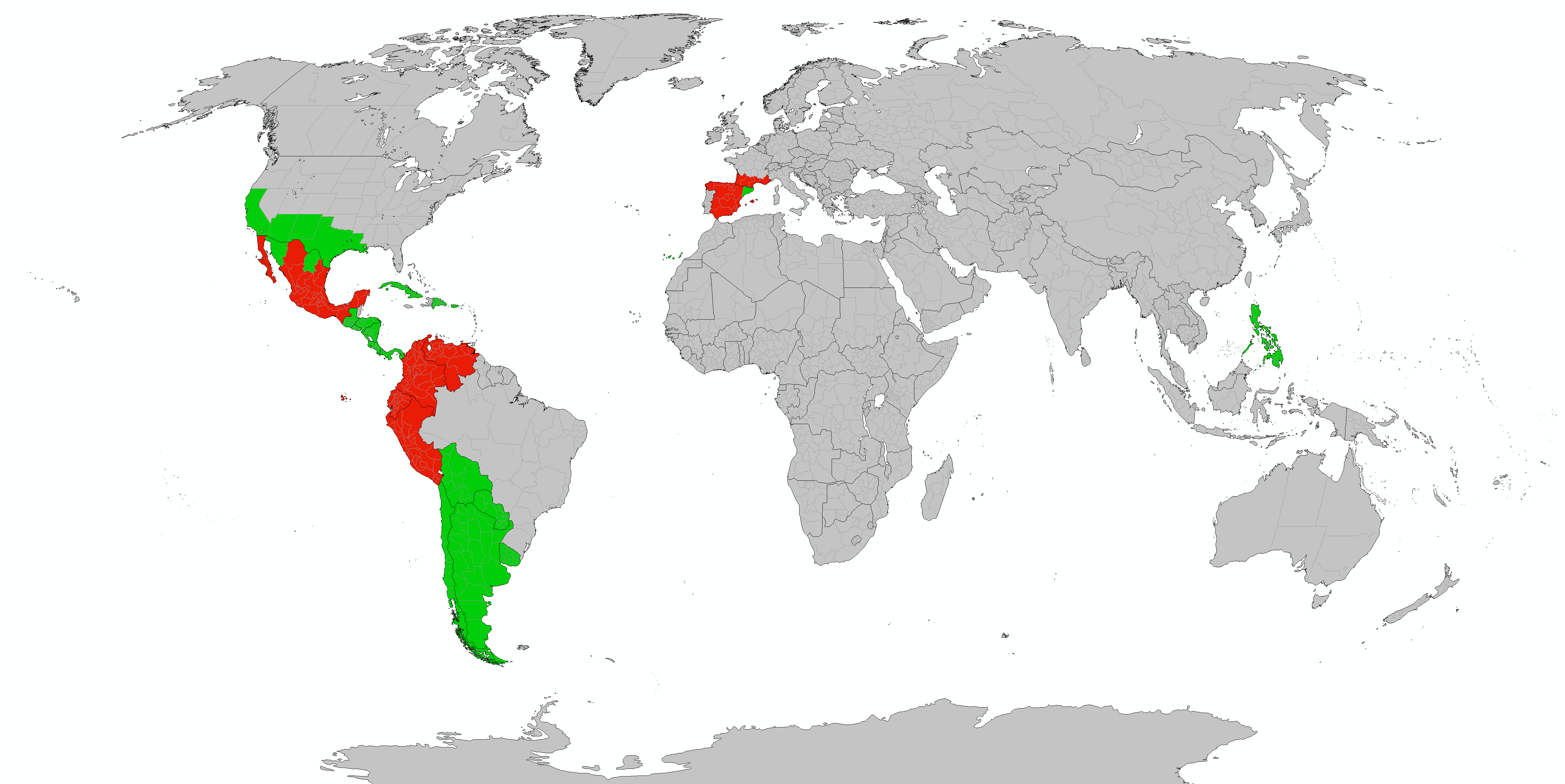
Spaanse stijl van stierenvechten in de wereld
Stierenvechten legaal
Stierenvechten verboden, vroeger traditioneel bedreven

Er wordt gezegd dat stierenvechten deel uitmaakt van de Spaanse cultuur, maar dat is omstreden. Een stierengevecht wordt door veel liefhebbers gezien als een artistieke uitvoering waarbij de menselijke (vooral mannelijke) superioriteit over het dier en de dood wordt getoond. Stierenvechten is in de loop der eeuwen steeds veranderd. Oorspronkelijk werd het op dorpspleinen uitgevoerd. In de loop van de 18e eeuw werden stierengevechten steeds vaker te voet geleverd in plaats van te paard. De muleta, een rode aan een stok gehechte doek, werd in 1726 ingevoerd door de Spaanse torero Francisco Romero (1700–1763). De eerste arena's waren van hout, maar begin 18e eeuw – in 1711 – werd voor het eerst een arena uit steen gebouwd, in Béjar, een dorp in de provincie Salamanca. Vijf jaar later volgde Campo Frío, in de provincie Huelva. De arena van Ronda, naar men zegt gebouwd op de funderingen van een Romeins theater, werd ca. 1785 gebouwd door Pedro Romero en in 1804 in gebruik genomen. In 1852 werd te Madrid een officieel reglement vastgesteld voor stierenvechten. Het ritueel om de stier te doden door een matador ("stierendoder") is in de loop van de 20e eeuw steeds verder ontwikkeld door het vooraf te laten gaan door een ingewikkeld systeem van grondpassen en variaties door een torero ("stierenvechter").

### Moderne bewegingen voor afschaffing en behoud
Sinds eind 20e eeuw is er in Spanje een serieuze, overwegend linkse beweging ontstaan die het stierenvechten wil afschaffen, of op zijn minst de regels strenger maken, voornamelijk omwille van het dierenwelzijn. De Catalaanse onafhankelijkheidsbeweging ziet de praktijk bovendien als iets "on-Catalaans" wat misschien bij Spanje hoort, maar niet bij Catalonië. Critici stellen dat de Catalanisten een kunstmatig onderscheid proberen te maken tussen de Catalaanse en Spaanse cultuur en daarom slechts uit opportunisme zo fel tegen stierenvechten ageren. In het algemeen vinden voorstanders, voornamelijk uit rechtse hoek, dat stierenvechten en ander volksvermaak met stieren bij de Spaanse cultuur en tradities horen en derhalve behouden moeten blijven. In reactie op de oppositiebeweging proberen conservatieven deze praktijken daarom wettelijk te beschermen tegen verboden en beperkingen. Sommige gemeenten hebben het stierenvechten verboden terwijl het regionaal of landelijk legaal is.

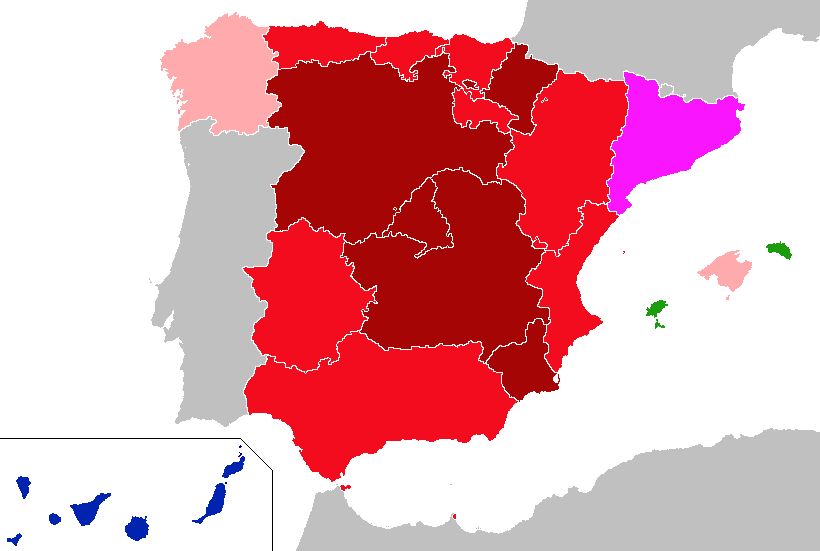
Stierenvechten in Spanje (2014):
Stierenvechten verboden.
Stierenvechten verboden, maar stierenrennen wettelijk beschermd.
Stierenvechten legaal in de meeste plaatsen, maar verboden in sommige.
Stierenvechten legaal, maar traditioneel niet bedreven.
Stierenvechten legaal.
Stierenvechten legaal en wettelijk beschermd.

In 1991 waren de Canarische Eilanden de eerste Spaanse regio die een verbod op het stierenvechten invoerde.
De linkse meerderheid in de gemeenteraad van Barcelona verklaarde in april 2004 dat stierenvechten een 'aantasting van de rechten van het dier'. De lokale afdeling van de rechtse Partido Popular, dat een stierengevecht als een 'nobel schouwspel van de dans tussen mens en dier' beschouwde, verzette zich heftig tegen het besluit, dat wettelijk kon worden als de regionale regering van Catalonië ermee akkoord zou gaan.
Catalonië was op 28 juli 2010 de eerste Spaanse regio op het vasteland die het stierenvechten verbood. Het parlement stemde over de kwestie en met een meerderheid van 68 stemmen voor tegenover 55 stemmen tegen en 9 onthoudingen, werd het verbod officieel. Het verbod ging in op 1 januari 2012, maar aangezien er in de winter geen stierengevechten zijn, werd de laatste stier in Catalonië reeds op 25 september 2011 bevochten in de arena La Monumental. Tussen 2007 en 2014 is het aantal corridas in Spanje met 60% afgenomen.
Bij de lokale verkiezingen in mei 2015 wonnen in tal van gemeenten progressieve partijen die voorstander zijn van het beëindigen van de traditie door verbod of stopzetten van subsidies. De Baskische stad San Sebastián ging in augustus 2015 in tegen de landelijke trend door een in 2012 ingesteld verbod weer op te heffen. Begin 2016 schaarde het parlement van de Balearen zich achter een niet-bindende motie om het stierenvechten te verbieden, waarna een petitie van meer dan 150.000 burgers werd aangeboden aan het parlement om tot een bindende motie te komen. Later ging het parlement akkoord met de behandeling van een verbod, dat vermoedelijk in juni of juli dat jaar zou worden goedgekeurd. In Alicante zou in 2016 een referendum over een mogelijk verbod worden gehouden, in Valencia was de populariteit sterk gedaald en dreigde het stierenvechten te moeten stoppen indien de overheidssubsidie werd beëindigd.
In 2015 werd stierenvechten op de lijst van het "immateriële cultureel erfgoed" van Spanje geplaatst. Dit leidde ertoe dat het Grondwettelijk Hof van Spanje in oktober 2016 het Catalaanse verbod op stierengevechten vernietigde. Regio's mogen corridas alleen reguleren, niet geheel verbieden, meende het hof. Er was ten tijde van de invoering van het verbod in 2012 alleen in Barcelona nog een arena, terwijl het verzet ertegen al sterk was. In Catalonië is weerstand tegen stierenvechten naast dierenrechten deels ook gemotiveerd door nationalistisch separatisme, volgens welke 'de Catalaanse cultuur' anders is dan 'de Spaanse cultuur' en stierenvechten in deze regio derhalve geen 'nationaal erfgoed' zou zijn.
Anno 2017 waren stierengevechten in Spanje sterk gepolitiseerd, waarbij conservatieve partijen het wilden behouden omwille van traditie en progressieve partijen het aan banden leggen of verbieden vanwege dierenrechten. Het Spaanse koningshuis was ook verdeeld: oud-koning Juan Carlos en zijn dochter Elena woonden vaak corridas bij, terwijl oud-koningin Sofía een fel tegenstander van stierenvechten was. Het fenomeen was minder populair dan vroeger: slechts 1 op de 10 Spanjaarden ging nog weleens naar een stierengevecht kijken.

### Protocol stierenvechten Spaanse stijl

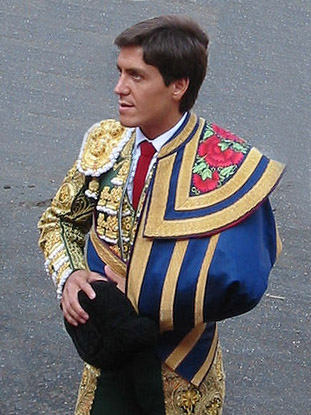
Stierenvechter Antonio Barrera (2003)

Stierenvechters krijgen het recht toegekend een stier te doden tijdens een speciale ceremonie. Dit wordt de alternativa (verkiezing) genoemd.
Een stierengevecht verloopt volgens een vast protocol. Meestal vinden de gevechten aan het eind van de middag of aan het begin van de avond plaats. Het doden van het dier moet plaatsvinden binnen twintig minuten, waarbij enkele fases moeten worden doorlopen.

#### Voorbereiding
De ochtend voor het gevecht worden de stieren aan de stierenvechters (toreros, tot de achttiende eeuw, en nog steeds in het buitenland, toreadores genoemd) gekoppeld door middel van loting. Elke stierenvechter wordt torero genoemd. Degene die in het laatste bedrijf de stier doodt, noemt men matador. Doorgaans vinden er op een avond zes gevechten plaats door drie matadores.

#### Fase 1 – Tercio de Varas
Een moderne corrida begint met een paseo (intocht) van drie matadores, gekleed in hun traje de luces (kostuum van licht), in de rudeo (piste) op de tonen van een paso doble. Zij worden voorafgegaan door twee in 16e-eeuws kostuum gestoken alguaciles te paard en gevolgd door hun cuadrilla (gevolg, meestal vijf mannen).
De meest ervaren matador betreedt als eerste en als vierde de ring, de op een na meest ervaren als tweede en als vijfde, en de minst ervaren als derde en als zesde.
Een stierengevecht staat onder leiding van een presidente (voorzitter), meestal een notabele zoals een lokale politicus of politieagent. Op zijn teken met een zakdoek wordt de arena ontruimd en een stier in de arena losgelaten via een speciale ingang, de toril. Enkele assistenten van de matador (subalternos of peones) leiden de stier af met hun grote capes (paarsgele doeken), hetgeen de suerte de capote (fase van de cape) heet. De bedoeling hiervan is dat de matador een indruk krijgt van de vechtlust, intelligentie en kracht van de stier. Soms blijkt een stier niet tot vechten in staat, doordat hij al te zwak is. In dat geval zwaait de president met een groene doek en wordt de stier buiten de arena geleid. Voor de eigenaar van de stier wordt dit als een grote schande gezien.

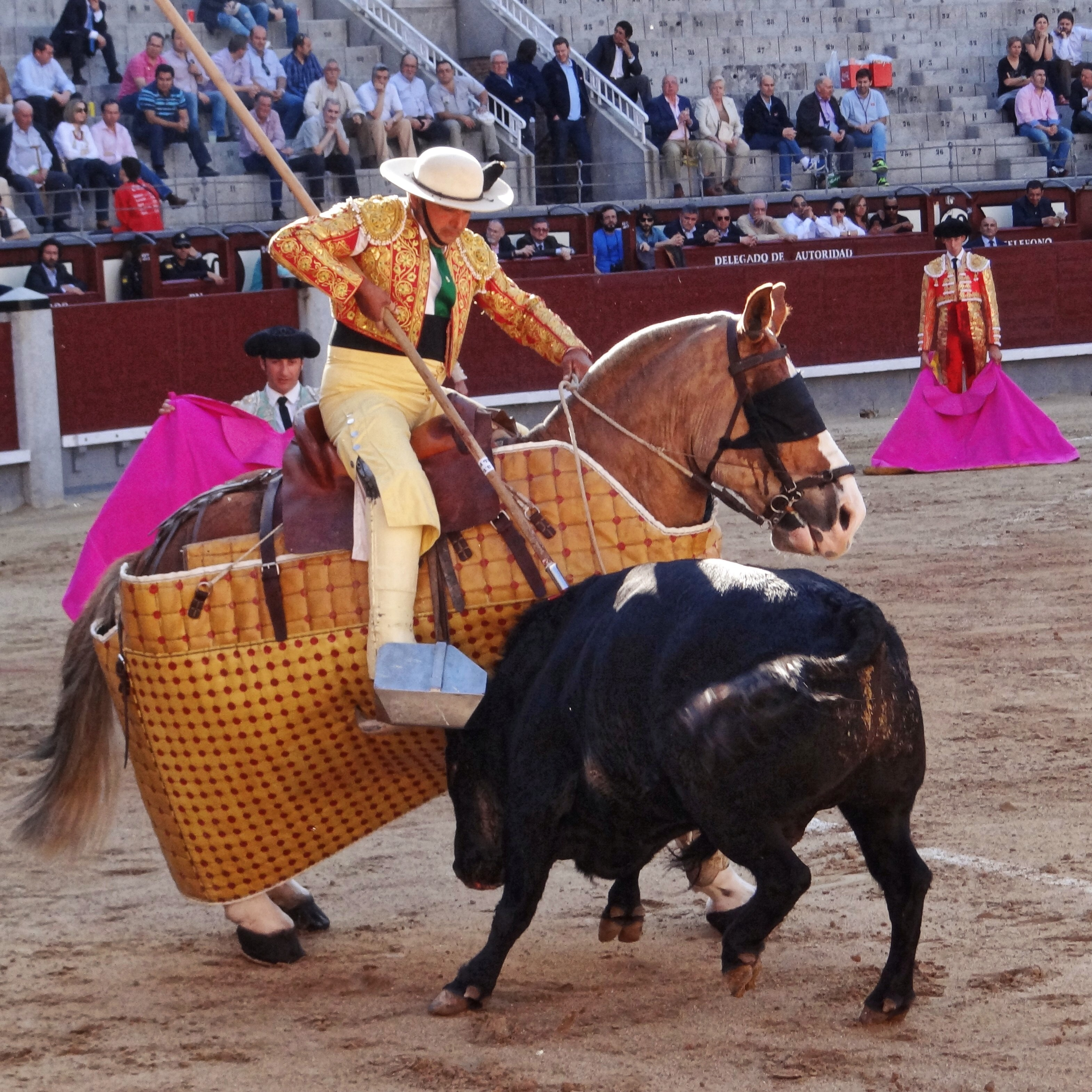
Een Madrileense picador steekt een stier om hem te verzwakken (2014).

Hierna komen de picadores de arena binnen voor de tercio de varas (deel van de lansen). Picadores zitten op geblinddoekte en met een zwaar harnas (lijkend op een matras) beschermde paarden. De stier wordt uitgedaagd het paard aan te vallen. Zodra de stier het paard aanvalt duwt een picador een lans in de nek van de stier en leunt hier met zijn volle gewicht op. Het doel hiervan is het stoppen van de bloedtoevoer naar de zware nekspier zodat de stier zijn kop niet meer omhoog kan krijgen. Dit maakt het later makkelijker om de stier te doden.

#### Fase 2 – Tercio de Banderillas
Wanneer de stier voldoende verzwakt is, begint de volgende fase (suerte of tercio de banderillas (fase of deel van de banderillas). In deze fase probeert de matador of een van zijn assistenten (banderilleros) om twee banderillas in de nek van de stier te steken. Banderillas zijn versierde stokken van ongeveer een armlengte lang, met weerhaken aan het einde. De matador of zijn banderilleros moeten door lichaamsbeweging en hun stem de stier tot een aanval bewegen, waarna de banderillas in de nekspier van de aanstormende stier worden gestoken. In de meeste gevallen gebeurt dit drie keer. Behalve voor het tonen van de dapperheid van de stierenvechter is het doel van deze fase ervoor te zorgen dat de stier blijft aanvallen.

#### Fase 3 – Tercio de Muerte

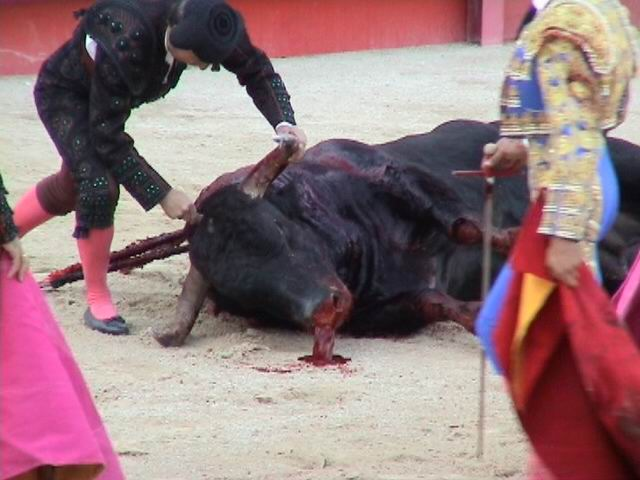
Een stier gedood met een mes in Frankrijk (2006)

Na de banderillas begint de laatste fase (suerte de matar, fase van het doden of tercio de muerte, deel van de dood). De matador begint met het opdragen van de stier aan iemand in het publiek of aan het gehele publiek. Vervolgens zal hij zijn controle over de stier laten zien door hem met zijn muleta, een halfcirkelvormige doek van rood flanel, gedrapeerd om een houten stok, bepaalde bewegingen te laten maken. Hij kan hiermee de sympathie van het publiek winnen of verliezen: indien het publiek ontevreden is zal het stil blijven, de torero uitfluiten, boe-roepen en in extreme gevallen de kussens de arena ingooien. Een enkele keer springt iemand de arena in om de matador te tonen hoe het moet (espontáneo), een actie die niet op prijs wordt gesteld. Het publiek kan ook de tevredenheid laten blijken door te applaudisseren of door Olé te roepen.
Na ongeveer acht minuten geeft een trompetsignaal aan dat het tijd is voor de laatste fase: het doden van de stier oftewel la hora de la verdad (het uur van de waarheid). De matador gebruikt hiervoor een licht gekromd zwaard, de zogenoemde estoque (Spaans: estocada), dat hij tussen de schouderbladen van de stier moet steken. Doet hij dit goed en treft hij de stier in het hart, dan volgt de dood vrijwel onmiddellijk. Vaak raakt het zwaard echter niet het hart, maar een ader of de longen of ketst het af op de ribben. In deze gevallen kan het nog enkele minuten duren voordat de stier dood is en soms moet het zwaard opnieuw gebruikt worden. Als de maximale lengte van een gevecht wordt overschreden (voor de voorbereiding op de dood (de faena, uitgevoerd met de rode doek) en de doodsteek tezamen heeft een matador 10 minuten) klinkt een trompetsignaal. Heeft de matador de stier dan nog niet gedood, dan klinkt er na drie minuten een tweede signaal (aviso of waarschuwing). Na het derde signaal dienen de matador en zijn assistenten de ring te verlaten. De stier wordt de arena uitgeleid en in de buitenstallen alsnog, door het slagersmes gedood. Deze drie waarschuwingen gelden als een smet op het blazoen van een matador.

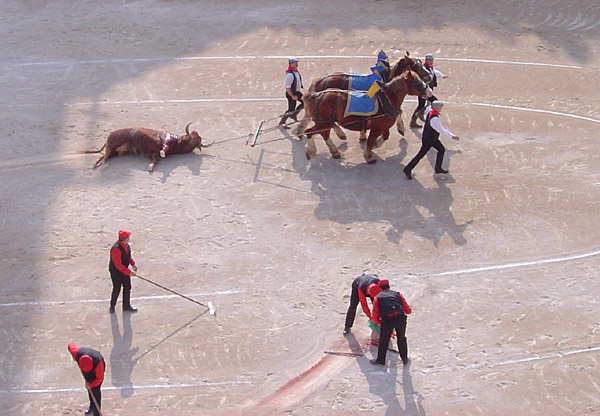
Het verwijderen van de stier in Arles

Nadat de stier is omgevallen geeft het publiek een oordeel over de prestatie van de torero. Indien het publiek genoten heeft van het gevecht en de stier op een goede wijze gedood is, zal het publiek wuiven met witte doeken of andere spullen. De president beslist over de beloning van de torero. Dit kan een of beide oren (orejas) van de stier zijn of (in een extreem geval) diens staart (rabo). Heeft de torero twee oren verdiend, dan mag hij op de schouders de arena uitgedragen worden. Dit geldt als de ultieme blijk van waardering. Als het publiek vindt dat de stier dapper is geweest, kan het de president vragen een blauwe doek te tonen. Het lichaam van de stier maakt dan een ereronde door de arena: dit is voor de eigenaar van de stier een grote eer.
In zeldzame gevallen kan het voorkomen dat een stier levend de arena verlaat, maar de stier zal nooit opnieuw bevochten worden. Dat is te gevaarlijk doordat de stier te veel ervaring heeft opgedaan. Het publiek kan de president vragen het leven van een stier te sparen als hij extreem dapper is geweest. Indien de president dit goedkeurt, zal hij met een oranje doek zwaaien. Dit is echter zeldzaam en gebeurt ongeveer achtmaal in een seizoen (in Spanje van maart tot en met oktober).
De gedode stier wordt door een span paarden de arena uitgesleept. Het vlees van de gedode stier geldt tegenwoordig in Spanje als een delicatesse. Vroeger werd het uitsluitend verkocht aan minderbedeelden in slagerijen rondom de arena. Een gerecht uit de klassieke keuken is rabo de toro (stierenstaart), een stoofpot van de staart van de gedode stier.

### Aan stierenvechten gerelateerd volksvermaak

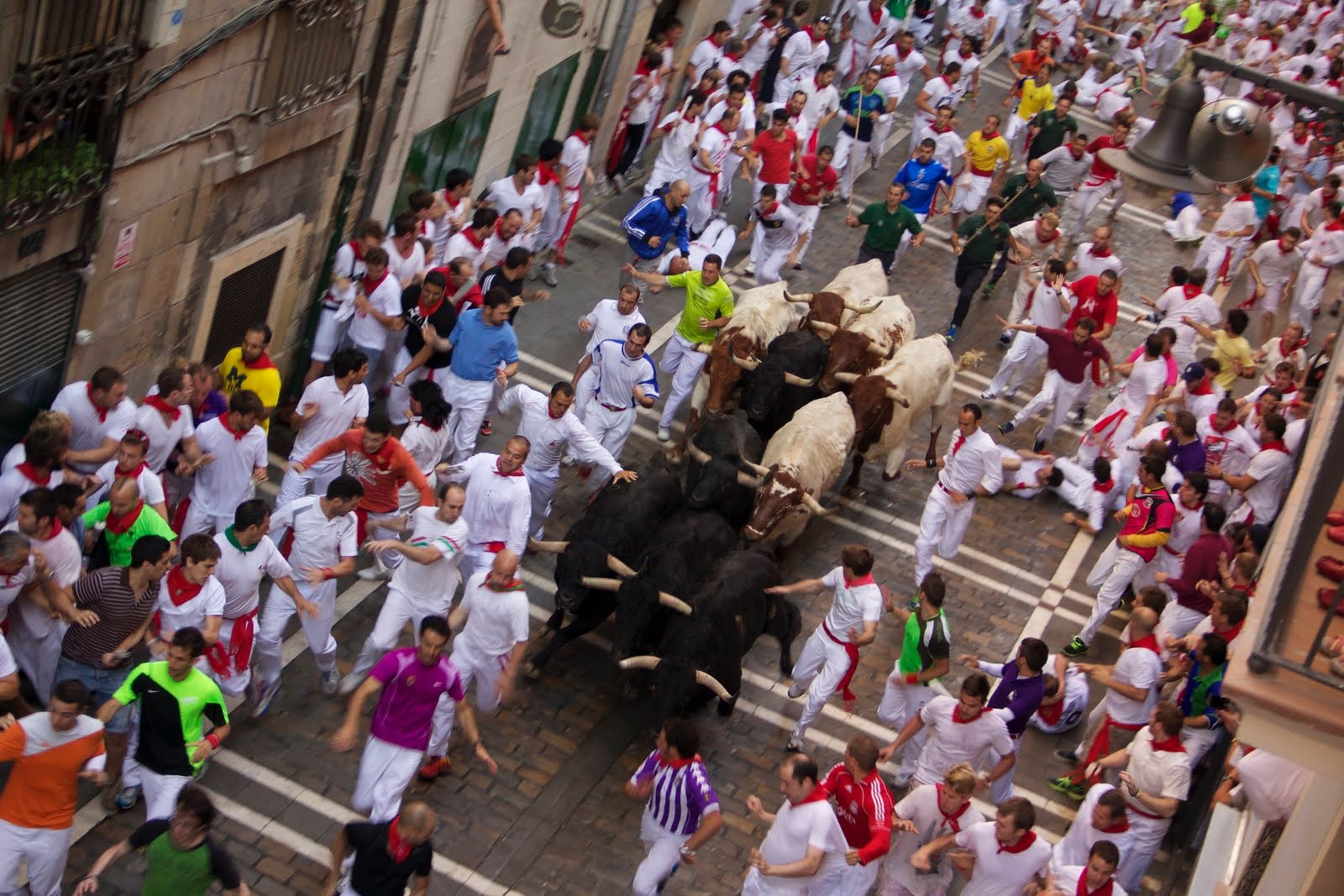
Stierenrennen in Pamplona (2013)

Naast het stierenvechten dat aan officiële regels is gebonden worden er in Spanje tijdens dorpsfeesten vele soorten van volksvermaak met dieren, al dan niet legaal, gehouden. Enkele voorbeelden:
- Stierenrennen (Spaans: encierro; Catalaans: correbous; Baskisch: entzierro) komt in verschillende vormen en plaatsen voor.
  - In Pamplona in de regio Navarra worden er tijdens de San Fermínfeesten stieren door de straten naar de arena gejaagd, waarbij jonge mannen voor ze uitrennen.
- Bij een vuurstier (Spaans: toro de fuego) worden brandende pekbollen op de horens van een stier gebonden en wordt er vuurwerk rond de stier afgestoken terwijl hij door de straten rent of tijdens een stierengevecht in een arena. Dit is een middeleeuwse traditie die nog in tientallen Spaanse dorpen gehouden wordt,[19] onder andere in Segorbe[bron?] (provincie Castellón) in de regio Valencia en in de regio Catalonië.[16]
  - Vuurstieren zijn in juni 2016 in de hoofdstad Valencia verboden, hoewel het stierenrennen zonder brandende kaarsvetballen of vuurwerk nog steeds is toegestaan.[20]
- In Medinaceli (provincie Soria in de regio Castilië en León) bestaat het festival Toro Jubilo (Vrolijke Stier, ontstaan in de 16e eeuw), waarbij een stier in een tijdelijk gebouwde arena op het Plaza Mayor wordt vastgebonden aan een paal, brandende pekfakkels aan zijn hoorns vastgemaakt krijgt (en daarmee een vuurstier wordt) en vervolgens wordt losgelaten en opgejaagd door omstanders.[19] Vroeger werd de stier door folteringen en messteken op het plein gedood, maar in de jaren 2010 heeft de regio Castilië en León dat verboden; sindsdien wordt de stier pas naderhand in een slachthuis afgemaakt.[19] Vaak komt het dier echter voordien al om het leven door zich in zijn paniek om het vuur te doven tegen een muur of paal dood te rennen of door een acute hartstilstand door stress.[19] Tegenstanders beweren dat de stier ondraaglijk lijdt door de hitte.[19] In 2014 waren er rellen tussen de politie en meer dan 50 dierenrechtenactivisten die het evenement probeerden te verstoren.[21]
- In diverse plaatsen in Spanje worden stieren in een groot schuimbad losgelaten waarna de dorpsbewoners met lansen en zwaarden toesteken tot het dier bezwijkt.[bron?]
- In Tordesillas in de provincie Valladolid wordt een stier door honderden mannen achtervolgd en gestoken met lansen. Na de dood van het dier, werd, tot aan het verbod hierop in 2017, zijn staart afgesneden als trofee.
- In Benicarló in de provincie Castellón laat men vaarzen los in een half open, aan de haven gebouwde arena. De open kant bestaat uit een pier. Bedoeling is om de vaarzen zodanig uit te dagen, dat ze bij hun aanval van de kant in zee tuimelen, waarna ze veilig naar de kant worden geleid.[bron?]
- De concurso de recortes is een wedstrijd waarbij deelnemers zich meten in acrobatische stiersprongen.[bron?]
- In de streek Alcarria in de provincie Guadalajara is in 2016 een nieuwe, illegale vorm van stierenvechten met auto's en motoren opgedoken: encierros (opsluitingen). De praktijk, die door dierenrechtenorganisatie en -partij PACMA 'barbaars' werd genoemd, wordt gedoogd door de lokale burgemeesters en politie.[22]

## Frankrijk

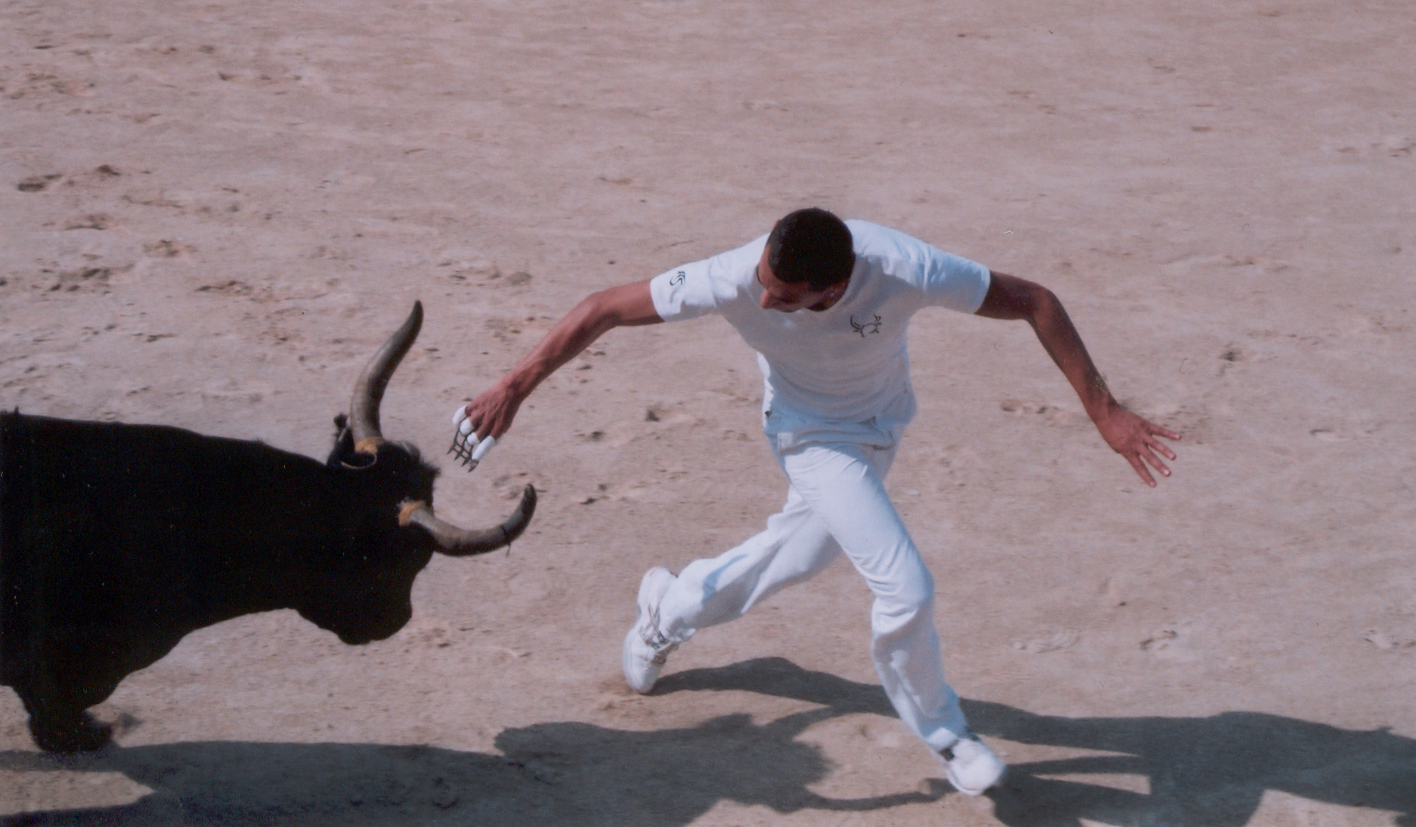
Course camarguaise in Zuid-Frankrijk

In sommige plaatsen en streken in Zuid-Frankrijk komen verschillende vormen van stierengevechten (Frans: tauromachie) of andere praktijken met stieren voor. In 1951 is stierenvechten gelegaliseerd op plaatsen waar sprake was van een ’ononderbroken lokale traditie’.
- In de arena van Arles (Provence-Alpes-Côte d'Azur, Zuidoost-Frankrijk) wordt de Spaanse variant gevolgd.
- In de Camargue ten zuiden van Arles kent men de course camarguaise. De kleine vechtstieren worden door een groep gardians op Camargue-paarden naar de arena gedreven, waarbij jongelieden te voet de stieren proberen af te leiden. Het spel in de arena is niet bloedig en bestaat erin dat de stierenvechter in wit tenue de stier met een metalen kam een 'cocarde' probeert afhandig te maken, die tussen zijn hoorns vastgebonden is.
- In Nîmes (Occitanië, centraal Zuid-Frankrijk) wordt jaarlijks een vijfdaags stierenvechtfestijn gehouden, Feria geheten. Lansiers te paard (picadores) verzwakken een stier, waarna stierenvechters te voet (peones) speren (banderillas) met een sierlijk gebaar in zijn nek werpen. De matadores provoceren en ontwijken de stier vervolgens met een rode doek tot het dier moegestreden is, en steekt hem een of meerdere keren fataal in de nek met een zwaard. Per jaar worden er in Nîmes tijdens de Feria zo'n 60 stieren gedood (situatie 2008).[23]
- In het departement Landes (Nouvelle-Aquitaine, Zuidwest-Frankrijk) bestaat er een vorm van stiersprong, de course landaise. Dit is een spel met speciaal daarvoor gefokte en getrainde wilde[bron?] koeien. De koeien mogen tijdens het spel zelfs niet worden aangeraakt en verlaten de arena levend.

## Portugal

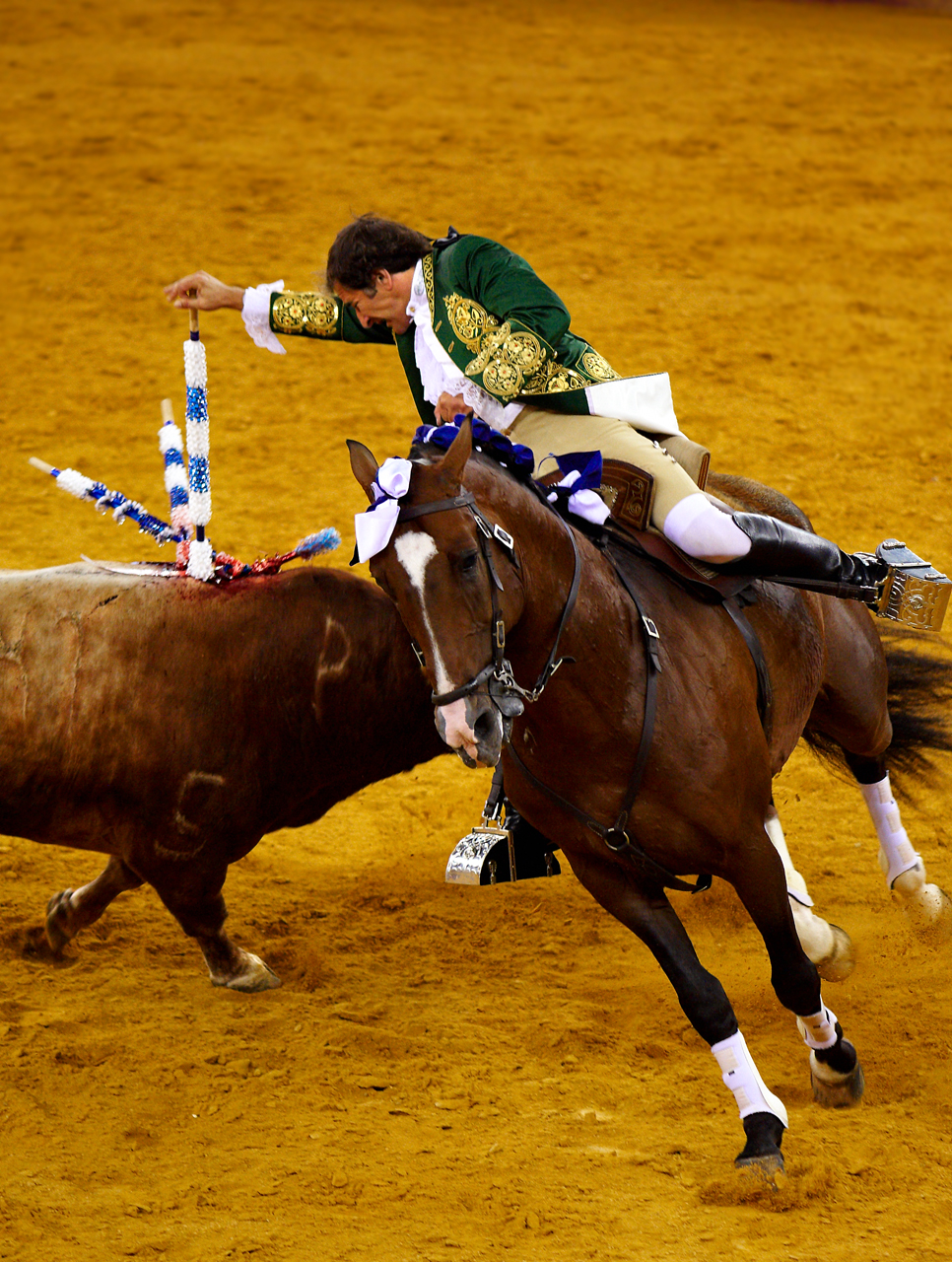
Portugese stijl (2009)

Ook in Portugal vinden stierengevechten plaats. Een belangrijk verschil tussen Spaanse en Portugese stierengevechten was dat in Portugal de stier niet in de ring gedood werd. Het verbod hierop werd echter in juli 2002 opgeheven, waartegen eind augustus dat jaar in 15 landen gelijktijdig werd geprotesteerd. Een ander verschil is dat in Portugal de rol van de berijder van een paard veel groter is. Zo worden in Portugal de banderillas door een ruiter in de nek van de stier gestoken. Het gaat om de sierlijke bewegingen van het paard en de manier waarop de stier om de tuin wordt geleid.
In de eerste fase betreden acht vrijwilligers (de forcados) de arena en gaan ze in een rechte lijn staan. De stier wordt uitgedaagd deze groep mensen van voren aan te vallen. De leider (die vooraan staat) grijpt de aanstormende stier bij de hoorns, waarna hij aan de nek van de stier moet blijven hangen. De anderen proberen op de stier te springen en deze te stoppen.
Door veel mensen wordt de Portugese variant van het stierenvechten als "beschaafder" beschouwd omdat de stier niet wordt gedood (tenminste niet voor de ogen van het publiek). Maar veel Spaanse voorstanders van het stierenvechten vinden dat de Portugese variant in tegenstelling tot de Spaanse variant gericht is op het vernederen van de stier. De eerste stier in de arena moet drie uur of langer wachten om afgemaakt te worden buiten de arena.

## Latijns-Amerika
De Spanjaarden en Portugezen introduceerden het stierenvechten in hun koloniën in Latijns-Amerika. Voor de introductie van voetbal in de 19e eeuw, was het stierenvechten de nationale sport van deze gebieden. Nog steeds wordt het stierenvechten in diverse van deze landen beoefend, al is er hier en daar ook protest tegen deze vorm van vermaak.

### Colombia
In de Colombiaanse hoofdstad Bogota was in 2012 een verbod op stierengevechten ingesteld, maar dat werd in januari 2017 opgeheven door een rechtbank die bepaalde dat 'stierenvechten onderdeel is van Colombia's cultureel erfgoed'. Dit leidde tot hevige protesten, demonstraties en rellen door tegenstanders. Op 19 februari 2017 werd er een bomaanslag gepleegd bij een arena, waarbij naar verluidt 28 gewonden (vooral politieagenten) vielen. Het was niet duidelijk of de aanval verband hield met een geplande demonstratie tegen stierenvechten later die dag op die plek, noch is bekend wie de aanslag heeft gepleegd; de burgemeester zei dat de antistierenvechtdemonstranten niet werden verdacht.

### Mexico
Stierenvechten komt veel voor in Mexico, maar de weerstand ertegen nam toe in de jaren 2010. In drie Mexicaanse staten zijn stierengevechten verboden: Sonora in 2013, Guerrero in 2014 en Coahuila de Zaragoza in 2015. In dat laatste jaar bleek volgens opiniebureau Parametría dat 73% van de Mexicanen voorstander was van een landelijk verbod op stierenvechten.

### Peru
Op het jaarlijkse festival van de katholieke beschermheilige Anna worden, om Anna te eren, stieren losgelaten in de straten van de stad Huancavelica. Burgers dienen de stieren te overmeesteren met behulp van touwen die om de stierennekken zijn gehangen. Hierbij vallen vaak gewonden.

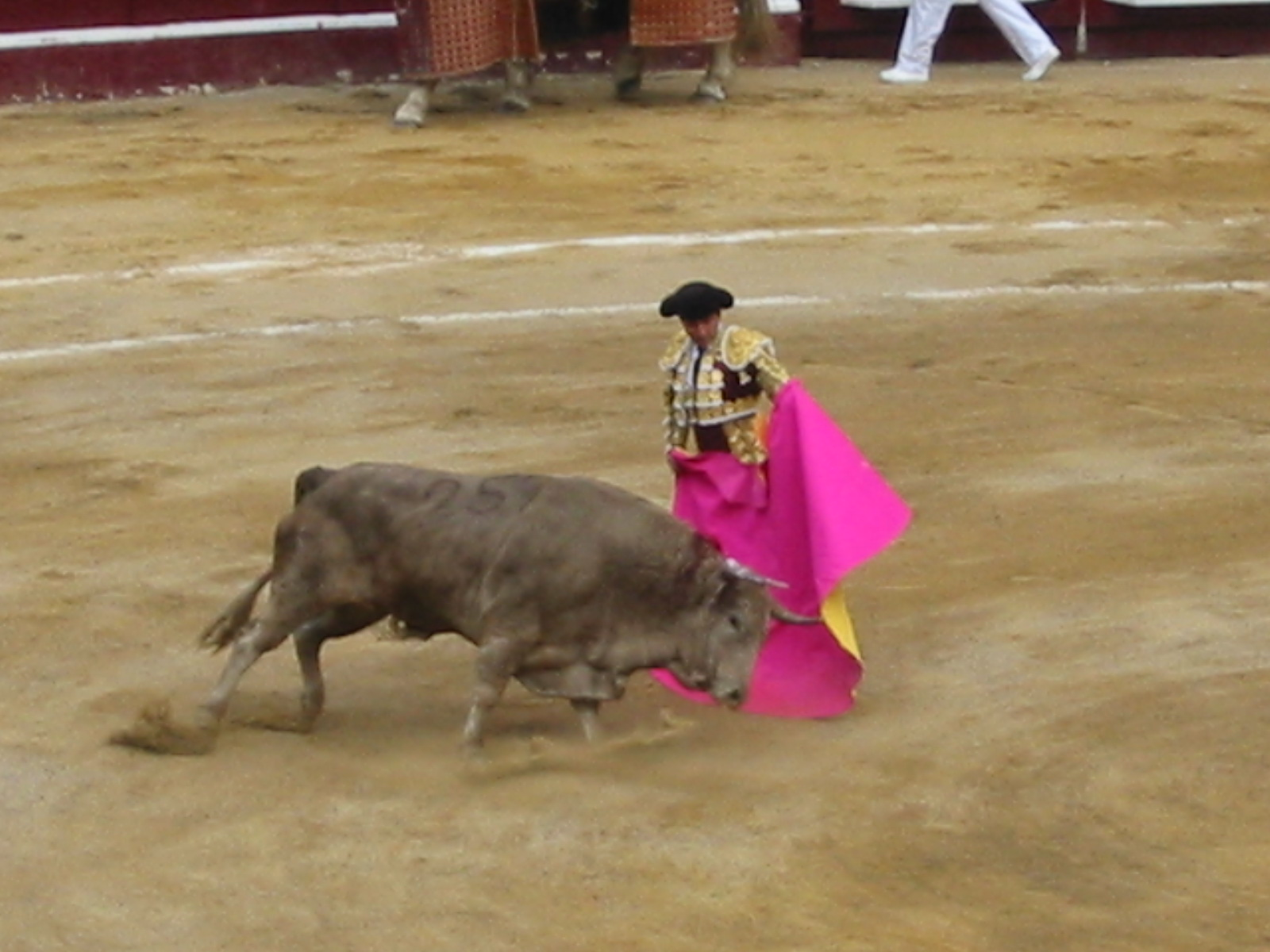
Bogota, Colombia
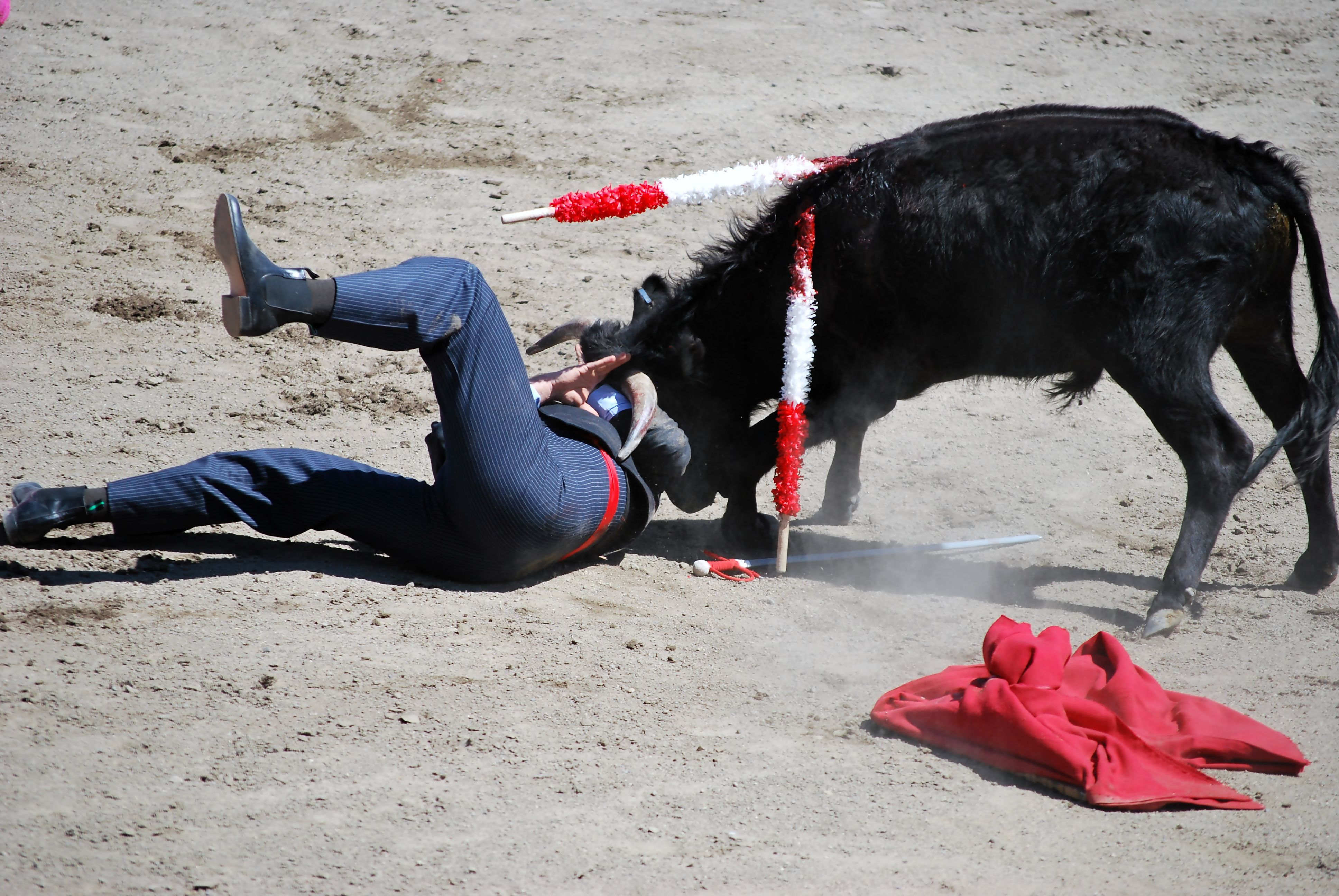
Quito, Ecuador
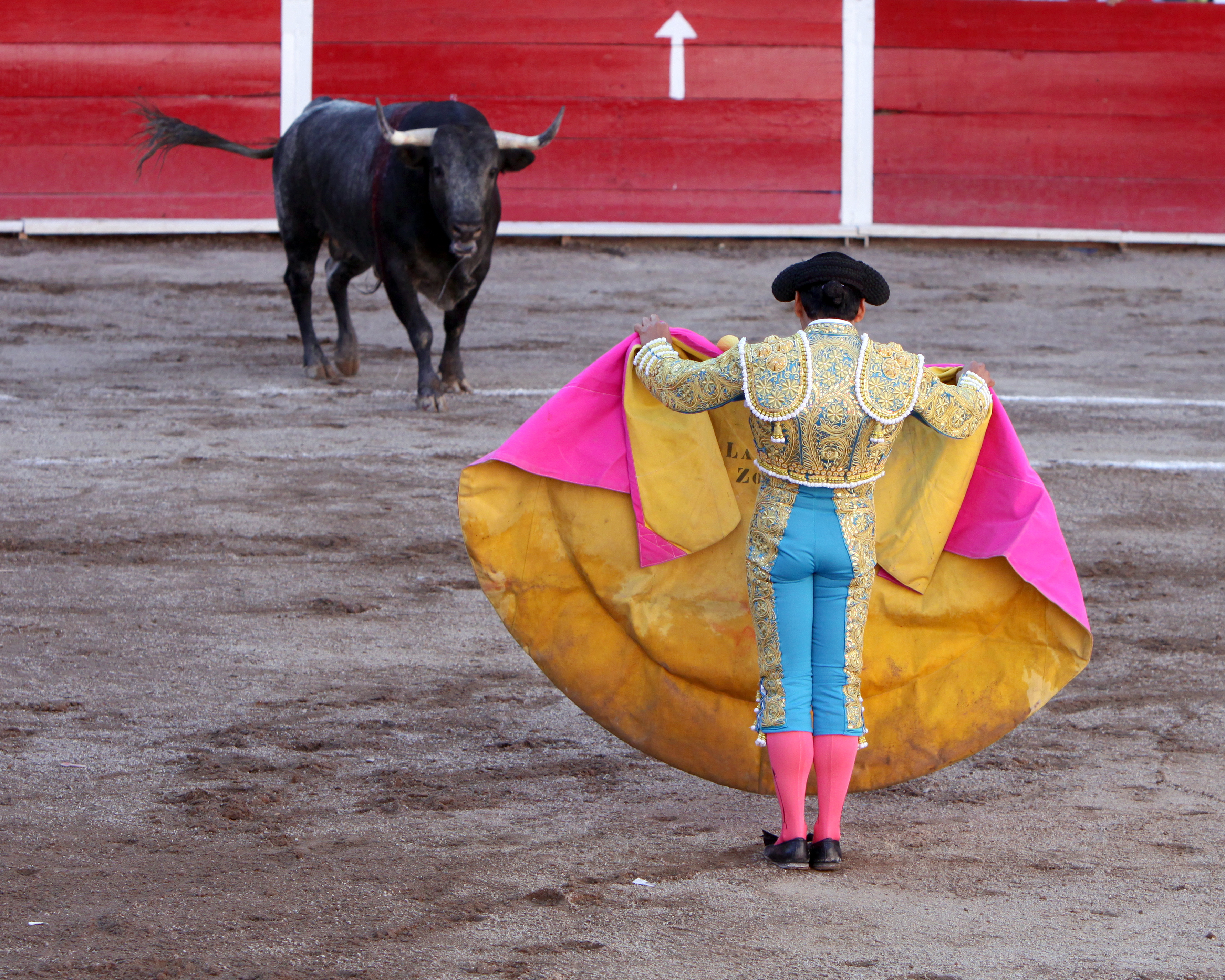
Aguascalientes, Mexico
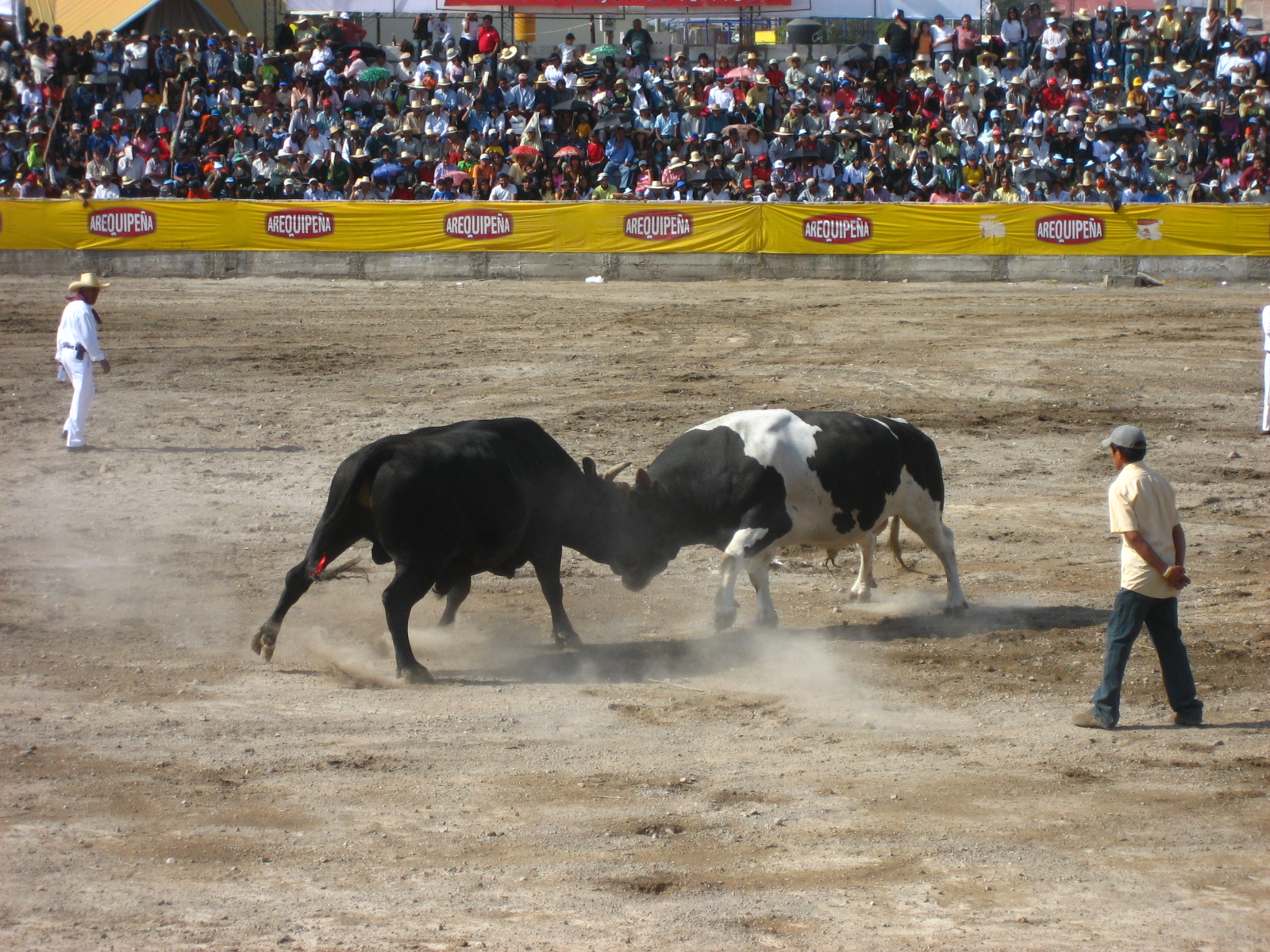
Arequipa, Peru
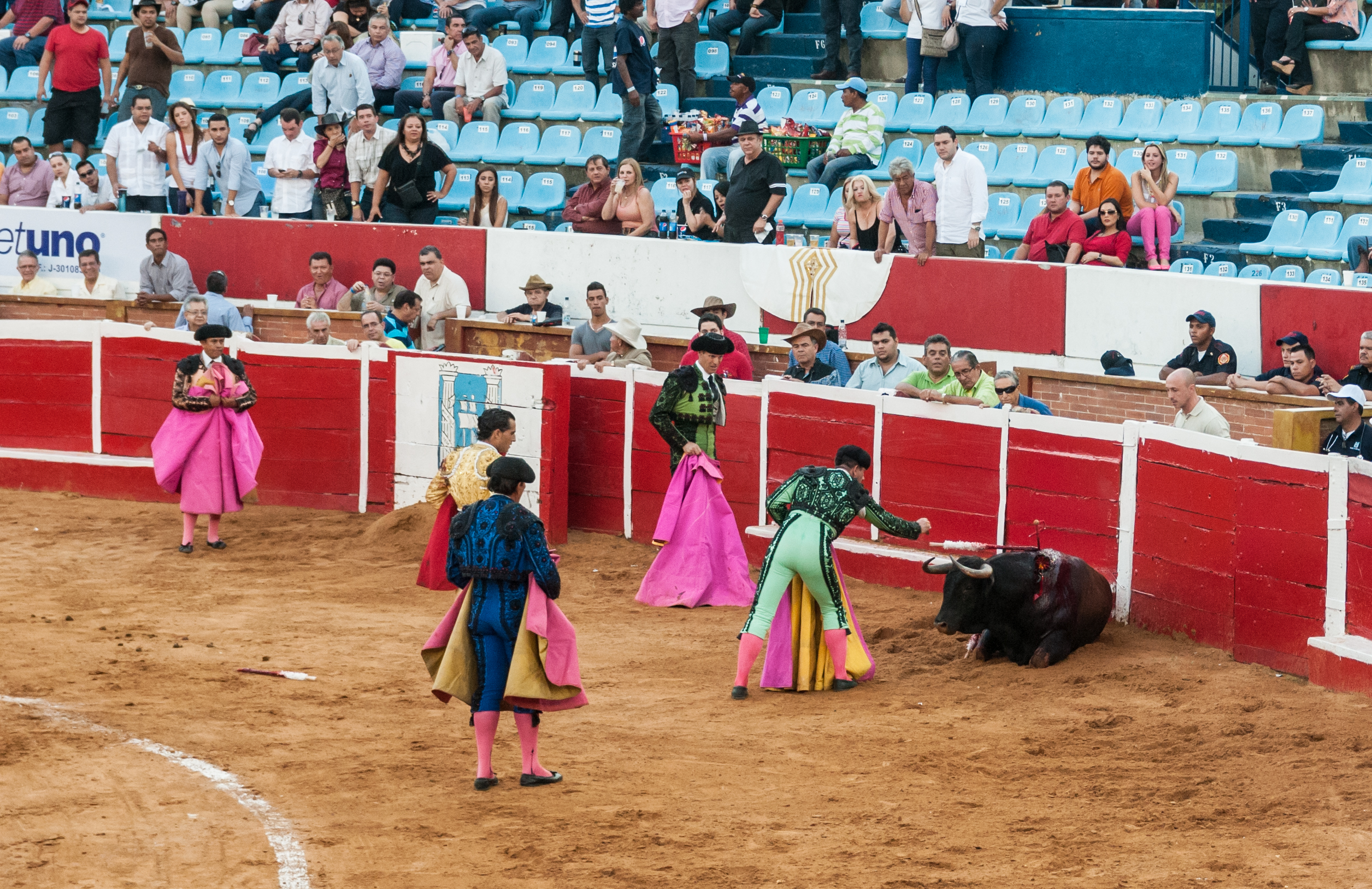
Maracaibo, Venezuela

## Overige landen
Ook elders in de wereld vinden spelen met stieren plaats.
- In het westen van Bosnië en Herzegovina en in Turkije meten stieren onderling hun krachten.
- In Tanzania kent men een variant van het onbloedige Portugese stierenvechten.
- In Oman en de Verenigde Arabische Emiraten meten zeboes onderling hun krachten.
- Op de Japanse eilanden Okinawa en Tokunoshima[30] vindt men verschillende variaties van krachtmetingen van stier tegen stier (Tōgyū).
- In de Verenigde Staten kent men de rodeo met verschillende onderdelen.

### Tamil Nadu (India)
In de zuidelijke Indiase deelstaat Tamil Nadu kent men jallikattu, een vorm van stierenvechten in verschillende varianten, waarbij jongemannen proberen de stieren te overmeesteren. Hierbij vallen dikwijls doden (van 2000 tot 2017 zo'n 200) en talloze gewonden. Voorstanders zien het als een dapperheidsritueel, tegenstanders als stierenmishandeling.
- Bij een variant in Chennai moet men de stier bij een bult op de rug vastpakken en zo lang mogelijk vasthouden.[31]
- De variant in de stad Madurai, waar jallikattu in de 3e eeuw is ontstaan, is feitelijk een drijfjacht op een stier door een groeiende groep belagers. In 2008 verbood het hooggerechtshof van India het stierenvechten in Madurai omdat het 'barbaars en ongrondwettelijk' zou zijn.[32]

Het Hooggerechtshof verbood de praktijk in 2014 in heel India vanwege het dierenleed, mede omdat stieren werden mishandeld om ze extra agressief te maken. Jallikattu wordt echter nog altijd illegaal gehouden. In januari 2017 waren er in onder andere Chennai grootschalige protesten van 30.000 jongeren om het verbod op te heffen.

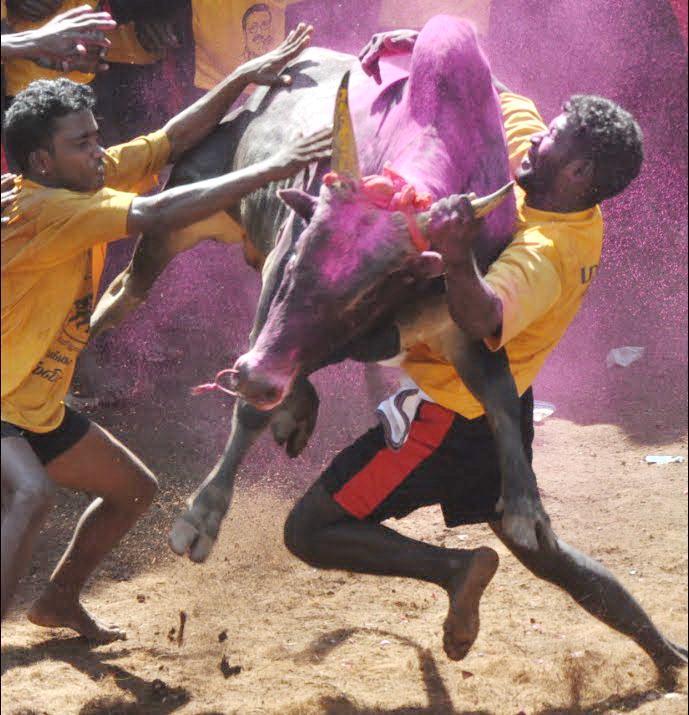
Stierenvechten in Tamil Nadu
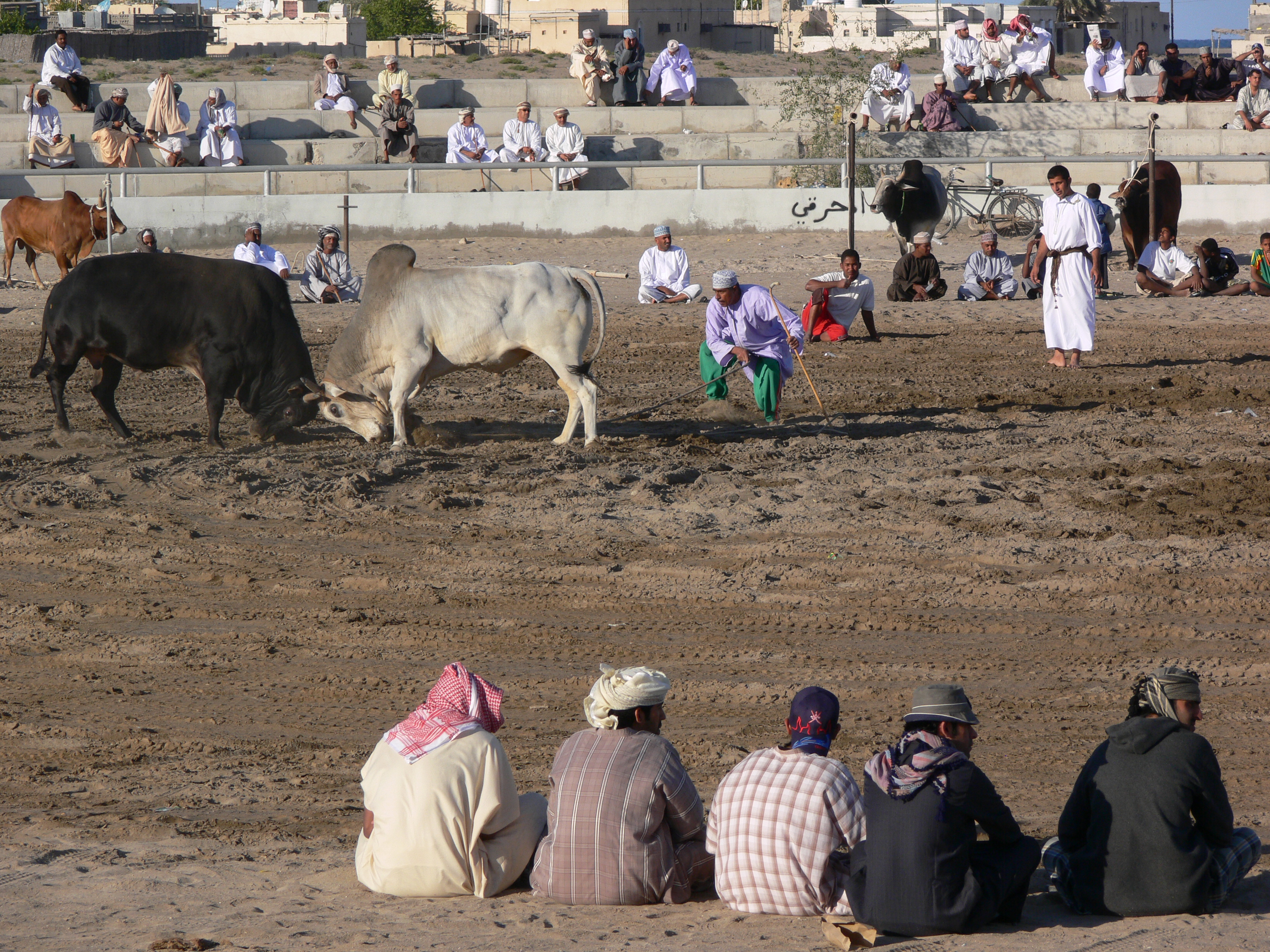
Stieren meten hun krachten in Oman
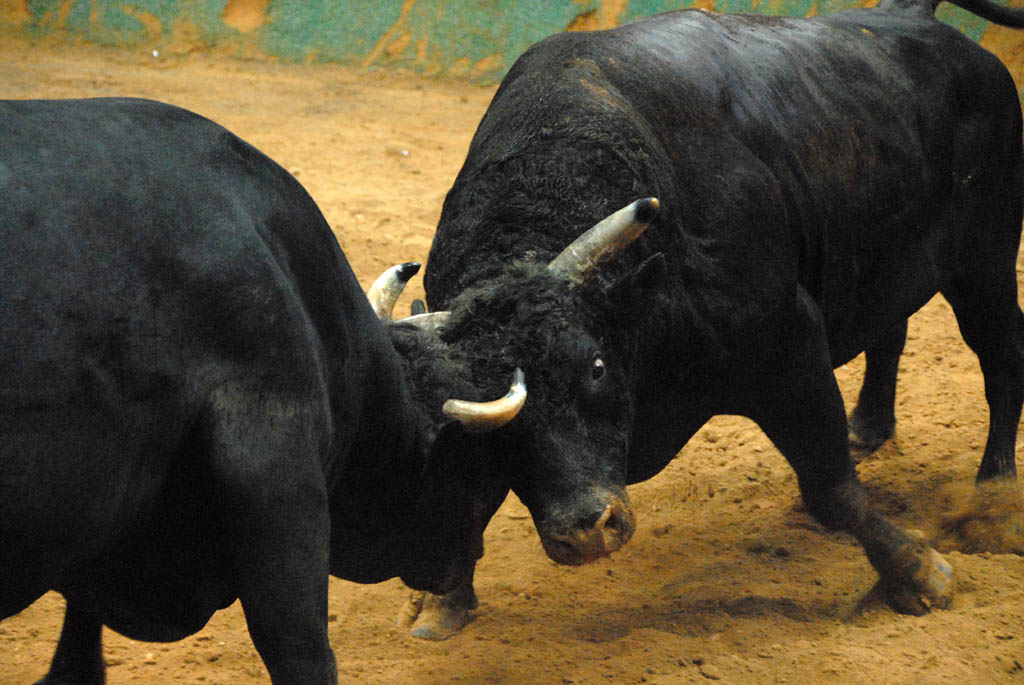
Stier tegen stier in Okinawa
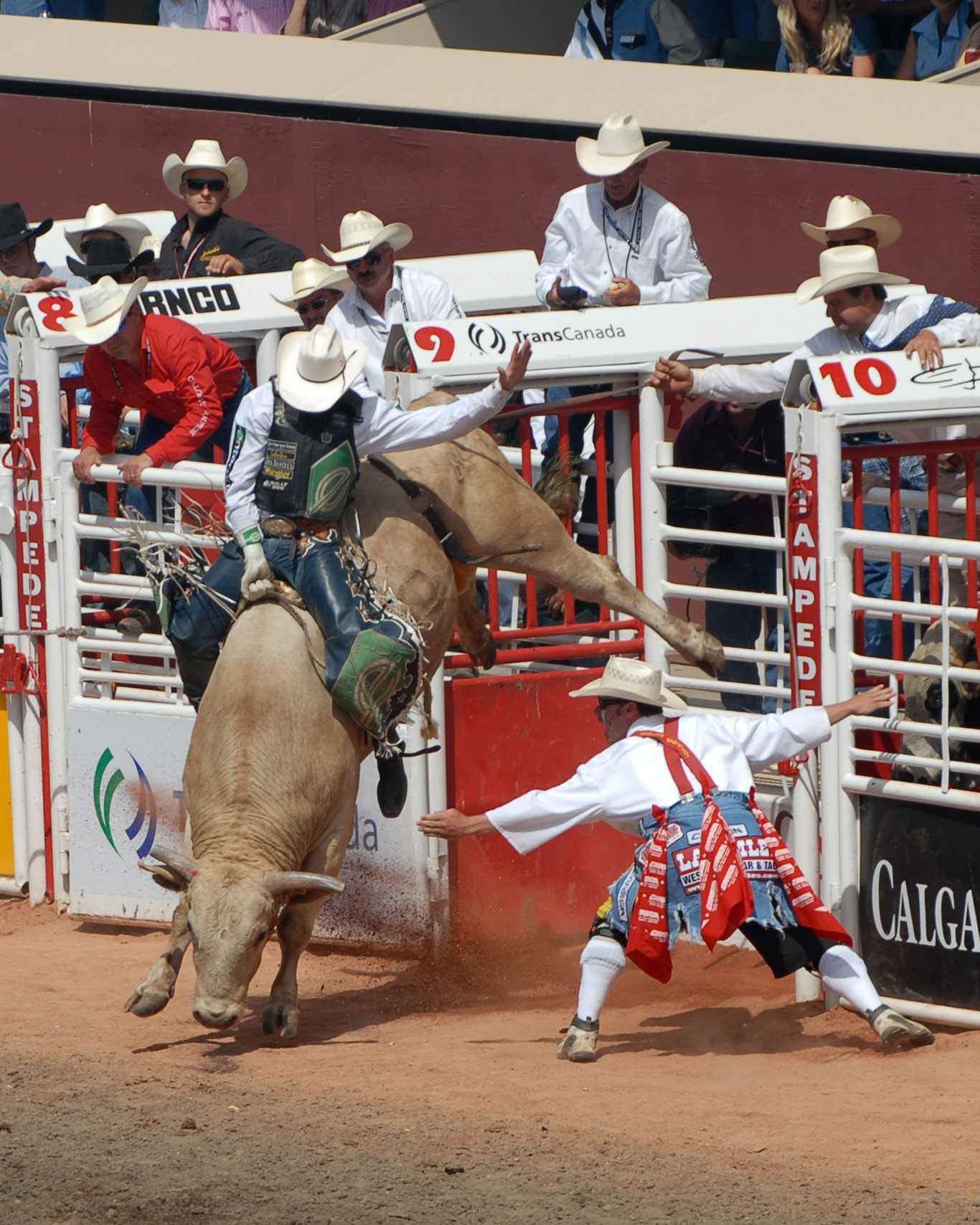
Stierrijden tijdens een rodeo

## Argumenten voor en tegen stierenvechten

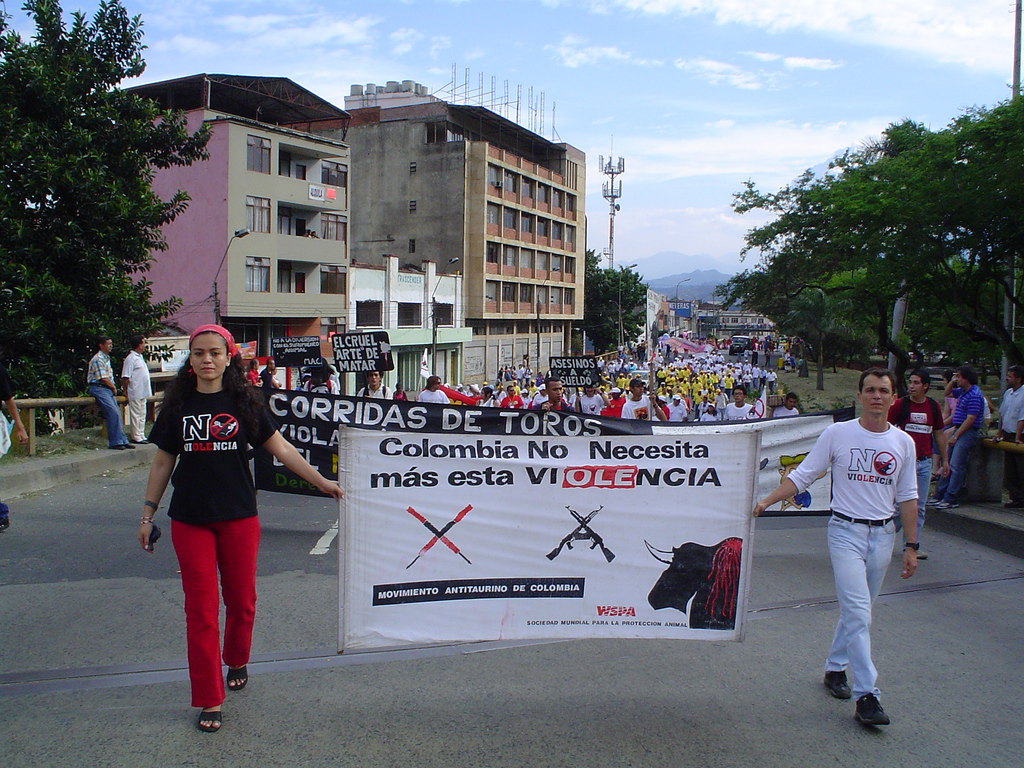
Protestmars tegen stierengevechten in Cali, Colombia (2005)

Vanouds gold het stierenvechten als onschuldig vermaak. Het ongerief dat een stier onderging werd normaal gevonden. In de twintigste eeuw gingen steeds meer mensen dat anders zien, er werd geregeld geprotesteerd tegen het stierengevecht. Spaanse intellectuelen spraken in de 19e en 20e eeuw over pan y toros (brood en stieren), middelen die werden gebruikt om het volk rustig te houden, vergelijkbaar met de Romeinse uitdrukking panem et circenses. Met betrekking tot het stierenvechten vinden regelmatig verhitte discussies plaats tussen voor- en tegenstanders.

### Voorstanders

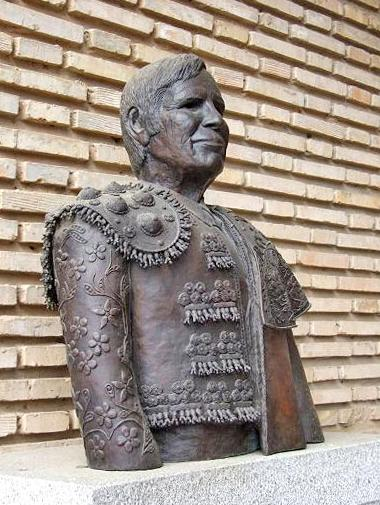
Borstbeeld van El Cordobés

Voorstanders (ook wel aficionados of liefhebbers) vinden dat stierenvechten een onderdeel is van de cultuur, een eeuwenoude traditie. Ook voeren zij regelmatig aan dat een stier tot aan het gevecht veel beter behandeld wordt en "waardiger sterft" dan een stier die voor de slacht wordt gefokt in de intensieve veehouderij. Een vechtstier wordt van jongs af aan getraind en goed verzorgd door de fokkers en veel toreros helpen bij het "opvoeden" van de dieren. Bovendien zegt men dat een stierengevecht ook een blijk van waardering en ontzag voor de kracht van het beest is. Een stierengevecht wordt niet gezien als een sport, maar als een mengeling van kunst, dans en volgens de liefhebbers ultieme mannelijkheid (machismo). Stierenvechters zijn in Spanje met naam en toenaam bekend, de meest fameuze, zoals El Cordobés uit Córdoba, werden geëerd met standbeelden.
Beroemdheden die ook stierenvechter waren zijn schrijver Ernest Hemingway en beeldend kunstenaar Pablo Picasso.
De Spaanse extreemrechtse politieke partij Vox is voorstander van het behouden van stierenvechten.

### Tegenstanders

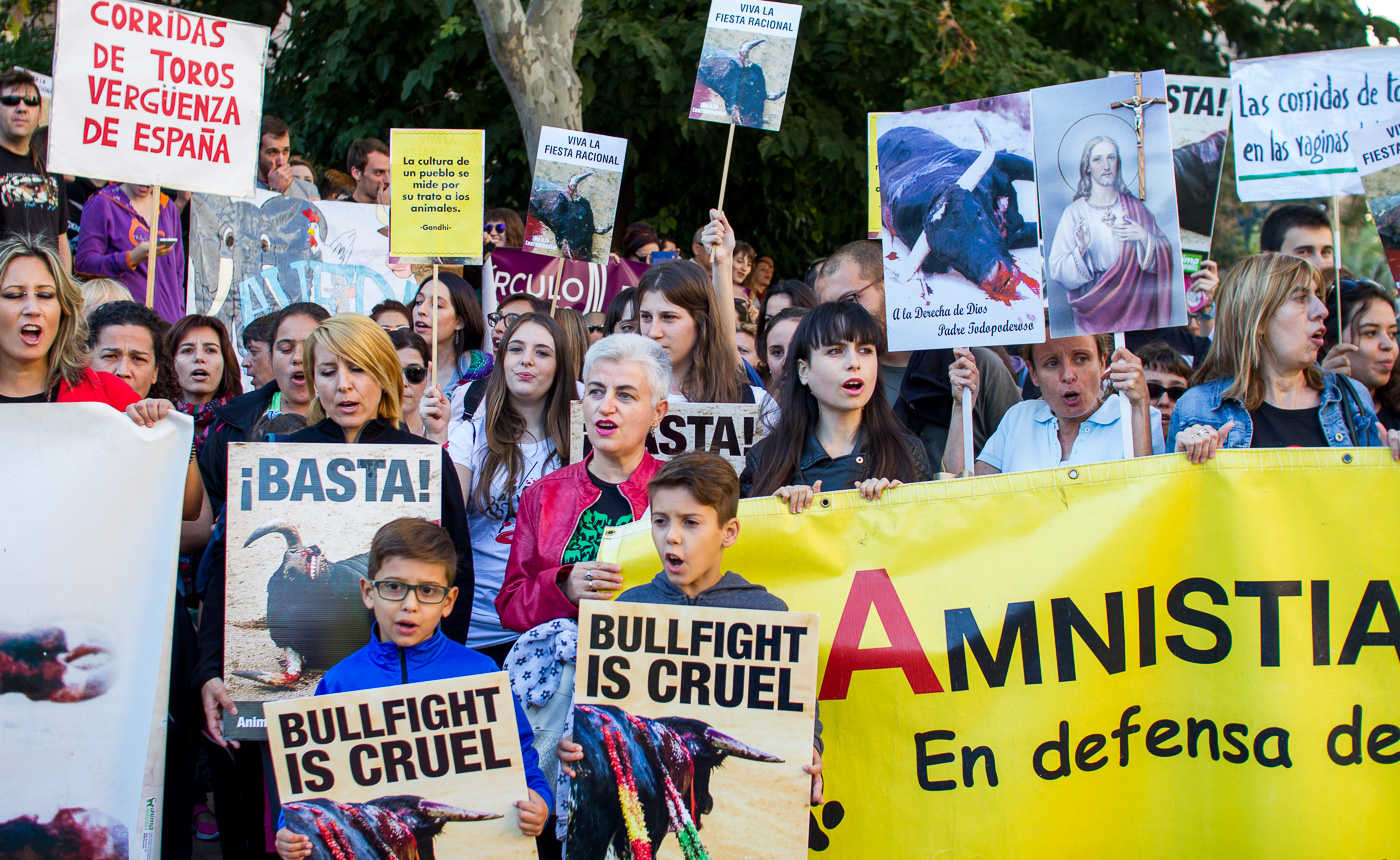
Demonstratie tegen stierenvechten in Zaragoza, Spanje (2016)

Tegenstanders (in het Spaans antitaurinos genoemd) vinden dat het moreel verwerpelijk is om dieren te doden ter vermaak. Ook maken zij bezwaar tegen de lange, bloedige en pijnlijke doodsstrijd van de stier. In de media verschijnen met enige regelmaat berichten dat een stier voor het betreden van de arena al verzwakt wordt door hem zout te laten eten en geen drinken te geven en door de stier met zandzakken tegen de buik te slaan waardoor inwendige bloedingen optreden. Ook de paarden die bij een stierengevecht gebruikt worden, lijden. Ze zijn doodsbang tijdens de onnatuurlijke confrontatie met de aanstormende stier en worden maar ten dele beschermd tegen de scherpe horens. Vaak raakt een paard daardoor (zwaar) gewond en moet het worden afgemaakt. Tegenstanders van stierengevechten zeggen dat regelmatig de stembanden van de paarden zijn doorgesneden, zodat het publiek de angstkreten van het paard niet kan horen.
Verschillende dierenrechtenorganisaties maken zich sterk om een einde te maken aan stierengevechten en dorpsfeesten (fiestas) waarbij stieren worden gemarteld en gedood.
Het in Utrecht gevestigde Comité Anti Stierenvechten werd in 1990 opgericht op verzoek van de Spaanse dierenbescherming. Het Comité ijverde er aanvankelijk voor om Nederlandse toeristen ervan te weerhouden in Spanje stierengevechten bij te wonen, aangezien anno 1996 ongeveer de helft van het stierenvechten op toerisme dreef. Toen anno 2002 bleek dat 85% van de Nederlandse bevolking 'faliekant' tegen stierenvechten was, beschouwde het Comité zijn missie in Nederland als voltooid en besloot zich voortaan te richten op het ondersteunen van zijn zusterorganisaties in Zuid-Frankrijk, Portugal en Spanje.